# Repêchage amateur de l'AMH 1977
1976
Le repêchage amateur de l'Association mondiale de hockey 1977 est le cinquième et dernier repêchage de l'histoire de l'association.

## Sélections par tour
Les sigles suivants sont utilisés dans les tableaux pour parler des ligues mineures :
- AHO : Association de Hockey de l'Ontario – aujourd'hui Ligue de hockey de l'Ontario.
- LHJMQ : Ligue de hockey junior majeur du Québec.
- NCAA : National Collegiate Athletic Association
- LHOu : Ligue de hockey de l'Ouest
- CIAU : Sport interuniversitaire canadien

### Premier tour
| Rang | Joueur         | Nationalité | Équipe AMH             | Repêché de                       |
| ---- | -------------- | ----------- | ---------------------- | -------------------------------- |
| 1    | Scott Campbell |             | Aeros de Houston       | Knights de London (AHO)          |
| 2    | Barry Beck     | Canada      | Cowboys de Calgary     | Bruins de New Westminster (LHOu) |
| 3    | Ron Duguay     | Canada      | Jets de Winnipeg       | Wolves de Sudbury (AHO)          |
| 4    | Mike Crombeen  |             | Oilers d'Edmonton      | Canadians de Kingston (AHO)      |
| 5    | Doug Wilson    |             | Racers d'Indianapolis  | 67 d'Ottawa (AHO)                |
| 6    | Rod Langway    | États-Unis  | Bulls de Birmingham    | Wildcats du New Hampshire (NCAA) |
| 7    | Jere Gillis    |             | Stingers de Cincinnati | Castors de Sherbrooke (LHJMQ)    |
| 8    | Miles Zaharko  |             | Jets de Winnipeg       | Bruins de New Westminster (LHOu) |
| 9    | Lucien Deblois | Canada      | Nordiques de Québec    | Éperviers de Sorel (LHJMQ)       |

### Deuxième tour
| Rang | Joueur          | Nationalité | Équipe AMH                        | Repêché de                         |
| ---- | --------------- | ----------- | --------------------------------- | ---------------------------------- |
| 10   | Dwight Foster   |             | Aeros de Houston                  | Rangers de Kitchener (AHO)         |
| 11   | Ron Areshenkoff |             | Whalers de la Nouvelle-Angleterre | Tigers de Medicine Hat (LHOu)      |
| 12   | Brad Maxwell    |             | Bulls de Birmingham               | Bruins de New Westminster (LHOu)   |
| 13   | Tom Gorence     |             | Cowboys de Calgary                | Golden Gophers du Minnesota (NCAA) |
| 14   | John Anderson   |             | Nordiques de Québec               | Marlboros de Toronto (AHO)         |
| 15   | Moe Robinson    |             | Whalers de la Nouvelle-Angleterre | Canadians de Kingston (AHO)        |
| 16   | Wayne Ramsey    |             | Racers d'Indianapolis             | Wheat Kings de Brandon (LHOu)      |
| 17   | Doug Berry      |             | Cowboys de Calgary                | Pioneers de Denver (NCAA)          |
| 18   | Dave Morrow     |             | Stingers de Cincinnati            | Centennials de Calgary (LHOu)      |
| 19   | Randy Pierce    |             | Whalers de la Nouvelle-Angleterre | Wolves de Sudbury (AHO)            |
| 20   | Benoit Gosselin |             | Nordiques de Québec               | Draveurs de Trois-Rivières (LHJMQ) |

### Troisième tour
| Rang | Joueur         | Nationalité | Équipe AMH                        | Repêché de                       |
| ---- | -------------- | ----------- | --------------------------------- | -------------------------------- |
| 21   | Dave Semenko   | Canada      | Aeros de Houston                  | Wheat Kings de Brandon (LHOu)    |
| 22   | Mark Johnson   | États-Unis  | Bulls de Birmingham               | Badgers du Wisconsin (NCAA)      |
| 23   | John Baby      |             | Whalers de la Nouvelle-Angleterre | Wolves de Sudbury (AHO)          |
| 24   | Kim Davis      |             | Oilers d'Edmonton                 | Bombers de Flin Flon (LHOu)      |
| 25   | Floyd Lahache  |             | Stingers de Cincinnati            | Castors de Sherbrooke (LHJMQ)    |
| 26   | Bob Gladney    |             | Stingers de Cincinnati            | Generals d'Oshawa (AHO)          |
| 27   | Colin Ahern    |             | Stingers de Cincinnati            | Friars de Providence (NCAA)      |
| 28   | Mark Lofthouse |             | Jets de Winnipeg                  | Bruins de New Westminster (LHOu) |
| 29   | Tom Roulston   |             | Nordiques de Québec               | Monarchs de Winnipeg (LHOu)      |

### Quatrième tour
| Rang | Joueur            | Nationalité | Équipe AMH             | Repêché de                      |
| ---- | ----------------- | ----------- | ---------------------- | ------------------------------- |
| 30   | Glen Hanlon       | Canada      | Aeros de Houston       | Wheat Kings de Brandon (LHOu)   |
| 31   | Normand Dupont    | Canada      | Bulls de Birmingham    | Junior de Montréal (LHJMQ)      |
| 32   | Steve Stoyanovich |             | Cowboys de Calgary     | Engineers de Rensselaer (NCAA)  |
| 33   | Neil LaBatte      |             | Oilers d'Edmonton      | Marlboros de Toronto (AHO)      |
| 34   | Dan Clark         |             | Oilers d'Edmonton      | Chiefs de Kamloops (LHOu)       |
| 35   | Dale McCourt      | Canada      | Racers d'Indianapolis  | Fincups de St.-Catharines (AHO) |
| 36   | Jeff Allan        |             | Stingers de Cincinnati | Olympiques de Hull (LHJMQ)      |
| 37   | Don Laurence      |             | Jets de Winnipeg       | Rangers de Kitchener (AHO)      |
| 38   | Robert Picard     | Canada      | Nordiques de Québec    | Junior de Montréal (LHJMQ)      |

### Cinquième tour
| Rang | Joueur         | Nationalité | Équipe AMH                        | Repêché de                       |
| ---- | -------------- | ----------- | --------------------------------- | -------------------------------- |
| 39   | Reg Kerr       |             | Aeros de Houston                  | Chiefs de Kamloops (LHOu)        |
| 40   | Steve Baker    |             | Bulls de Birmingham               | Dutchmen d'Union College (NCAA)  |
| 41   | Perry Schnarr  |             | Cowboys de Calgary                | Pioneers de Denver (NCAA)        |
| 42   | Rocky Saganiuk |             | Oilers d'Edmonton                 | Broncos de Lethbridge (LHOu)     |
| 43   | Brian Hill     |             | Whalers de la Nouvelle-Angleterre | Tigers de Medicine Hat (LHOu)    |
| 44   | Mike Bossy     | Canada      | Racers d'Indianapolis             | National de Laval (LHJMQ)        |
| 45   | Jim Trainor    |             | Stingers de Cincinnati            | Crimson d'Harvard (NCAA)         |
| 46   | Bill Stewart   |             | Jets de Winnipeg                  | Flyers de Niagara Falls (AHO)    |
| 47   | Alain Côté     | Canada      | Nordiques de Québec               | Saguenéens de Chicoutimi (LHJMQ) |

### Sixième tour
| Rang | Joueur           | Nationalité | Équipe AMH                        | Repêché de                            |
| ---- | ---------------- | ----------- | --------------------------------- | ------------------------------------- |
| 48   | Kevin McCarthy   |             | Aeros de Houston                  | Monarchs de Winnipeg (LHOu)           |
| 49   | Greg Tebbutt     |             | Bulls de Birmingham               | Pats de Regina (LHOu)                 |
| 50   | Don Micheletti   |             | Cowboys de Calgary                | Golden Gophers du Minnesota (NCAA)    |
| 51   | Julian Baretta   |             | Oilers d'Edmonton                 | Badgers du Wisconsin (NCAA)           |
| 52   | Jim Korn         |             | Whalers de la Nouvelle-Angleterre | Friars de Providence (NCAA)           |
| 53   | Rick Vasko       |             | Racers d'Indianapolis             | Petes de Peterborough (AHO)           |
| 54   | Bill Himmelright |             | Stingers de Cincinnati            | Fighting Sioux de North Dakota (NCAA) |
| 55   | Ric Seiling      |             | Jets de Winnipeg                  | Fincups de St.-Catharines (AHO)       |
| 56   | Yves Guillemette |             | Nordiques de Québec               | Dynamos de Shawinigan (LHJMQ)         |

### Septième tour
| Rang | Joueur          | Nationalité | Équipe AMH             | Repêché de                      |
| ---- | --------------- | ----------- | ---------------------- | ------------------------------- |
| 57   | Markus Mattsson | Finlande    | Aeros de Houston       | Finlande                        |
| 58   | Bob Suter       |             | Bulls de Birmingham    | Badgers du Wisconsin (NCAA)     |
| 59   | Doug Butler     |             | Cowboys de Calgary     | Université St. Louis (NCAA)     |
| 60   | Dave Hoyda      |             | Oilers d'Edmonton      | Winter Hawks de Portland (LHOu) |
| 61   | Steve Letzgus   |             | Cowboys de Calgary     | Huskies de Michigan Tech (NCAA) |
| 62   | Brian Drumm     |             | Racers d'Indianapolis  | Generals d'Oshawa (AHO)         |
| 63   | Tom Byers       |             | Stingers de Cincinnati | Friars de Providence (NCAA)     |
| 64   | Jim Hamilton    | Canada      | Jets de Winnipeg       | Knights de London (AHO)         |
| 65   | Eddy Godin      |             | Nordiques de Québec    | Remparts de Québec (LHJMQ)      |

### Huitième tour
| Rang | Joueur              | Nationalité | Équipe AMH             | Repêché de                        |
| ---- | ------------------- | ----------- | ---------------------- | --------------------------------- |
| 66   | Harold Luckner      |             | Aeros de Houston       | Elitserien                        |
| 67   | Curt Christopherson |             | Bulls de Birmingham    | Tigers de Colorado College (NCAA) |
| 68   | Jack O'Callahan     |             | Cowboys de Calgary     | Terriers de Boston (NCAA)         |
| 69   | Ray Creasy          |             | Oilers d'Edmonton      | Bruins de New Westminster (LHOu)  |
| 70   | Bob Gould           | Canada      | Cowboys de Calgary     | Wildcats du New Hampshire (NCAA)  |
| 71   | Bob Boileau         |             | Stingers de Cincinnati | Terriers de Boston (NCAA)         |
| 72   | Warren Holmes       |             | Jets de Winnipeg       | 67 d'Ottawa (AHO)                 |
| 73   | Pierre Lagace       |             | Nordiques de Québec    | Remparts de Québec (LHJMQ)        |

### Neuvième tour
| Rang | Joueur            | Nationalité | Équipe AMH             | Repêché de                         |
| ---- | ----------------- | ----------- | ---------------------- | ---------------------------------- |
| 74   | Matti Forss       |             | Aeros de Houston       | Finlande                           |
| 75   | Jean Savard       | Canada      | Bulls de Birmingham    | Remparts de Québec (LHJMQ)         |
| 76   | Keith Hendrickson |             | Cowboys de Calgary     | Bulldogs de Duluth (NCAA)          |
| 77   | Guy Lash          |             | Oilers d'Edmonton      | Monarchs de Winnipeg (LHOu)        |
| 78   | Tim Harrer        |             | Cowboys de Calgary     | Golden Gophers du Minnesota (NCAA) |
| 79   | Jim Craig         | États-Unis  | Stingers de Cincinnati | Terriers de Boston (NCAA)          |
| 80   | Mike Keating      |             | Jets de Winnipeg       | Fincups de St.-Catharines (AHO)    |
| 81   | Dan Chicoine      |             | Nordiques de Québec    | Castors de Sherbrooke (LHJMQ)      |

### Dixième tour
| Rang | Joueur           | Nationalité | Équipe AMH             | Repêché de                         |
| ---- | ---------------- | ----------- | ---------------------- | ---------------------------------- |
| 82   | Mike Dwyer       |             | Aeros de Houston       | Flyers de Niagara Falls (AHO)      |
| 83   | Ken Linseman     |             | Bulls de Birmingham    | Canadians de Kingston (AHO)        |
| 84   | Bruce Crowder    |             | Cowboys de Calgary     | Wildcats du New Hampshire (NCAA)   |
| 85   | Owen Lloyd       |             | Oilers d'Edmonton      | Tigers de Medicine Hat (LHOu)      |
| 86   | Mark Miller      |             | Cowboys de Calgary     | Wolverines du Michigan (NCAA)      |
| 87   | Dave Kelley      |             | Stingers de Cincinnati | Tigers de Princeton (NCAA)         |
| 88   | Murray Bannerman |             | Jets de Winnipeg       | Cougars de Victoria (LHOu)         |
| 89   | Roland Cloutier  | Canada      | Nordiques de Québec    | Draveurs de Trois-Rivières (LHJMQ) |
| 90   | Dave Parro       |             | Aeros de Houston       | Blades de Saskatoon (LHOu)         |